# Карпанеди (Виченца)
Карпанеди је насеље у Италији у округу Виченца, региону Венето.
Према процени из 2011. у насељу је живело 31 становника. Насеље се налази на надморској висини од 1061 м.